# Матвеево-Курганское сельское поселение
Матве́ево-Курга́нское се́льское поселе́ние — муниципальное образование в Матвеево-Курганском районе Ростовской области.
Административный центр поселения — посёлок Матвеев Курган.
Население — 17 192 чел. (2021).

## История
В 1780-х годах войсковым атаманом Иловайским был основан хутор Матвеев Курган (точная дата основания неизвестна). В 1801 году хутор впервые упоминается как поселение в 23 двора, которое входило в состав Миусского округа.
Матвеево-Курганский район основан в 1923 году. До 1933 года его территория входила в состав Таганрогского района Северо-Кавказского края, а позднее с сентября 1937 года, район входит в состав Ростовской области.
Посёлок Матвеев Курган был основан в 1780 году. По переписи 1782 года в нём числилось 138 дворов с 682 жителями. Из них земледельцев было 644, торговцев — 9, ремесленников — 13, прочих жителей — 16. Грамотных в возрасте от 7 до 16 лет было 8 человек. Матвее Курган был административным центром Матвеево-Курганской волости, которая в 1887 году вошла в состав Таганрогского округа.
В ноябре 1925 года был организован Матвеево–Курганский сельский Совет рабочих и крестьянских депутатов.
Матвеев Курган был оккупирован немецкими войсками 17 октября 1941 года, во время Второй мировой войны. Немцы затем создали мощную линию обороны, которую назвали Миус-фронт. Она впоследствии стала ареной ожесточенных боев.
Освободив 14 февраля 1943 года Ростов-на-Дону, войска Южного фронта устремились к реке Миус и 17 февраля освободили посёлок Матвеев Курган. Полностью Матвеево-Курганский район был освобожден 30 августа 1943 года. Более 30 тысяч советских солдат погибли за его освобождение. В боях за район были удостоены звания Героя Советского Союза А.М. Ерошин, П.Г. Пудовкин, В.В. Есауленко.

## Состав сельского поселения
| №  | Населённый пункт | Тип населённого пункта          | Население |
| -- | ---------------- | ------------------------------- | --------- |
| 1  | Дараганов        | хутор                           | ↘75       |
| 2  | Камышевка        | село                            | ↗195      |
| 3  | Колесниково      | хутор                           | ↗619      |
| 4  | Красный Бумажник | посёлок                         | ↗258      |
| 5  | Марьевка         | село                            | ↗624      |
| 6  | Матвеев Курган   | посёлок, административный центр | ↘15 489   |
| 7  | Новоандриановка  | село                            | ↗721      |
| 8  | Петровка         | село                            | ↗27       |
| 9  | Самойлово        | хутор                           | ↘11       |
| 10 | Соколовка        | село                            | ↗53       |
| 11 | Староротовка     | хутор                           | ↗1015     |
| 12 | Сухореченский    | посёлок                         | ↗396      |

## Население
| 2010    | 2012    | 2013    | 2014    | 2015    | 2016    | 2017    |
| ------- | ------- | ------- | ------- | ------- | ------- | ------- |
| 19 141  | ↘18 810 | ↘18 586 | ↘18 443 | ↘18 373 | ↘18 250 | ↘18 085 |
| 2018    | 2019    | 2020    | 2021    |         |         |         |
| ↘17 841 | ↘17 566 | ↘17 346 | ↘17 192 |         |         |         |